# المشماسة

تعديل مصدري - تعديل

المشماسة إحدى حارات مدينة المخادر بمحافظة إب، بلغ تعداد سكانها 232 نسمة حسب تعداد اليمن لعام 2004.